# ناحیه عین ملیله
ناحیه عین ملیله (به عربی: دائرة عین ملیلة) یک ناحیه در الجزایر است که در استان ام‌البواقی واقع شده‌است.